# ボリス・アレクサンドロフ
ボリス・アレクサンドロフ（ロシア語: Борис Викторович Александров, 英語: Boris Viktorovich Aleksandrov 1955年11月13日 - 2002年7月31日）は、ソビエト連邦のウスチ・カメノゴルスク（現在、カザフスタンのオスケメン）出身のアイスホッケー選手、指導者。ポジションはウィング。

## 経歴
1972-73年シーズン、カメノゴルスクチームでデビュー、1973年から1978年まではHC CSKAモスクワに加入、1975年、1977年、1978年と3回ソ連選手権優勝を味わった。
1975年暮れから1976年初めのスーパーシリーズ、モントリオール・カナディアンズ戦では3-3となる同点ゴールを決めた。
また1976年のインスブルックオリンピック代表に選ばれた彼は3試合でプレーし2ゴールをあげ金メダルを獲得した。また同年ソ連が3位となったカナダカップの代表にも選ばれている。
1979年にSKA Moskva Oblastでプレーした後、1980年にHK スパルタク・モスクワに移籍、1982年から1989年までは再びカメノゴルスクチームに復帰、その後HC Milano (イタリア), Ferencváros TC (ハンガリー) and Alisa Moskva (ロシア)でプレーした。
1998年の長野オリンピックではカザフスタン代表を率いて8位となった。
2002年7月31日、チェリャビンスクからモスクワへ帰る途中、彼の乗った車は対向車と正面衝突し事故死した。

## 人物
背が低くずんぐりしていた。若い頃、チームメートから甘やかされていた彼はスター気取りの振る舞い、荒っぽいプレーがしばしば見られ、コムソモール・ミーティングに呼ばれ厳しい意見を聞かされたこともあった。ウラディスラフ・トレチャクによれば左利きである彼のシュートは扱いにくいものだったという。

## 詳細情報

### 代表歴
ソビエト連邦代表
- 1976年オリンピックアイスホッケーソビエト連邦代表

カザフスタン代表
- 1998年オリンピックアイスホッケーカザフスタン代表